# Aleksandr Gołuboj
Aleksandr Michajłowicz Gołuboj (ros. Александр Михайлович Голубой, ur. 13 grudnia 1920 we wsi Iwaszewo obecnie w rejonie szeksinskim w obwodzie wołogodzkim, zm. 15 lipca 1981 w Syczowce) – radziecki lotniki wojskowy, starszy porucznik lotnictwa, Bohaterem Związku Radzieckiego (1945).

## Życiorys
Urodził się w rodzinie chłopskiej. Skończył 7 klas i szkołę uniwersytetu fabryczno-zawodowego, pracował jako tokarz w fabryce. Od 5 maja 1939 służył w Armii Czerwonej, ukończył szkołę młodszych specjalistów lotniczych, brał udział w wojnie z Finlandią 1939–1940. Od sierpnia 1941 uczestniczył w wojnie z Niemcami jako strzelec-radzista, a od marca 1944 jednocześnie szef łączności eskadry w lotnictwie bombowym dalekiego zasięgu, w Lotnictwie Dalekiego Zasięgu i w składzie 18 Armii Powietrznej. W 1943 został członkiem WKP(b). Brał udział w bitwie pod Moskwą (1941), operacji rżewsko-syczowskiej i bombardowaniu obiektów w Gżatsku i Syczowce, bombardowaniu obiektów w Bukareszcie, Warszawie, Wilnie, Mińsku, Baranowiczach, Berlinie, Budapeszcie, Królewcu, Tilzicie, Gdańsku i Pskowie oraz w obronie Stalingradu i Leningradu (1942), bombardowaniu obiektów w Briańsku, Smoleńsku, Homlu, Orle, Kursku, Newlu, Dnie i Połocku (1943), nalotach na obiekty w Bukareszcie, Kiszyniowie, Witebsku, Mińsku, Baranowiczach, Wilnie, Tilzicie i Królewcu (1944) i bombardowaniu zgrupowań wroga na terytorium Polski, Prusach Wschodnich i w Niemczech (1945). Do końca wojny wykonał 370 lotów bojowych. W 1949 ukończył wyższą szkołę oficerską, służył jako szef łączności eskadry, w 1955 w stopniu starszego porucznika zakończył służbę. Jego imieniem nazwano szkołę średnią.

## Odznaczenia
- Złota Gwiazda Bohatera Związku Radzieckiego (18 sierpnia 1945)
- Order Lenina (18 sierpnia 1945)
- Order Czerwonego Sztandaru (12 grudnia 1944)
- Order Czerwonej Gwiazdy (22 lutego 1943)
- Medal „Za Odwagę” (20 lutego 1942)
- Medal „Za zasługi bojowe” (21 sierpnia 1953)
- Medal „Za obronę Moskwy”
- Medal „Za obronę Leningradu”
- Medal „Za obronę Stalingradu”
- Medal „Za zdobycie Królewca”
- Medal „Za zdobycie Berlina”
- Medal „Za zwycięstwo nad Niemcami w Wielkiej Wojnie Ojczyźnianej 1941–1945”
- Medal jubileuszowy „30 lat Armii Radzieckiej i Floty”